# Поток (Тернопольская область)
Поток (укр. Потік) — село в Козовской поселковой общине Тернопольского района Тернопольской области Украины.
До 2020 года входило в Козовский район.
Код КОАТУУ — 6123087140. Население по переписи 2001 года составляло 582 человека.

## Географическое положение
Село Поток находится на левом берегу реки Ценюв,
выше по течению на расстоянии в 2,5 км расположено село Ценёв,
ниже по течению примыкает село Куропатники,
на противоположном берегу — село Бышки.

## История
- 1626 год — первые упоминание о селе.

## Объекты социальной сферы
- Детский сад.
- Клуб.
- Фельдшерско-акушерский пункт.